# Cazierius
Genre
Cazierius est un genre de scorpions de la famille des Diplocentridae.

## Distribution
Les espèces de ce genre sont endémiques des Antilles,.

## Liste des espèces
Selon The Scorpion Files (26/11/2021) :
- Cazierius alayoni Armas, 1999
- Cazierius asper Teruel, 2006
- Cazierius cayacoa Teruel, Jiménez & de los Santos, 2021
- Cazierius chryseus Teruel & Armas, 2006
- Cazierius ciguayo Teruel, Jiménez & de los Santos, 2021
- Cazierius garridoi Armas, 2005
- Cazierius granulosus Teruel, 2013
- Cazierius gundlachii (Karsch, 1880)
- Cazierius neibae Kovarik & Teruel, 2014
- Cazierius paradoxus Teruel & Diaz, 2004
- Cazierius parvus Armas, 1984
- Cazierius politus (Pocock, 1898)
- Cazierius torrei (Moreno, 1938)

## Étymologie
Ce genre est nommé en l'honneur de Mont Adelbert Cazier (1911–1995).

## Publication originale
- Francke, 1978 : « Systematic revision of diplocentrid scorpions (Diplocentridae) from Circum-Caribbean Lands. » Special Publications of the Texas Tech University, vol. 14, p. 1–92 (texte intégral).